# Enoch Enebom
Enoch Enebom, född 8 januari 1745 i Horns socken, Skaraborgs län, död 16 februari 1815 i Lidköping, Skaraborgs län, var en svensk kyrkomålare i Lidköping.

## Biografi
Enoch Enebom föddes 8 januari 1745 i Horns socken, Skaraborgs län. Han var son till Lars Enebom och Helena Lund. Enebom blev gesäll 1764 hos Lars Ahlström i Lidköping. Under åren 1765-1766 och 1773-1774 utförde Enebom en mängd måleriarbeten.[källa behövs] Han bodde från 1791 i Lidköping 110. Enebom avled 16 februari 1815 i Lidköping, Skaraborgs län.

## Verk
- 1765-1766 Odensåkers kyrka. Målning i kor och fönster.
- 1773-1774 Odensåker kyrka. Målning och förgyllning av predikstol
- 1774 Flo kyrka. Takmålning.
- 1794 Bergs kyrka, Västergötland. Målat altardisk, predikstol och ljuskrona.